# Социален статус
Социален статус в социологията или антропологията е честта или престижа, който е асоцииран с позицията на някого в обществото, тоест това е неговата социална позиция. Може да се отнася до ранг или позиция, която някой има в определена група.
Социалният статус или с други думи позицията или рангът в обществото може да се определи в два аспекта – придобит статус или това е статусът или рангът придобит по рождение, и статус на личните постижения, това е статусът, който някой постига чрез собствените си постижения.